# Hollywood, Mon Amour
Hollywood, Mon Amour è un album musicale antologico, nato dalla collaborazione di nove cantanti che hanno reinterpretato celebri canzoni americane. Le artiste sono: Cibelle, Nancy Danino, Skye Edwards, Leelou, Juliette Lewis, Dea Li, Nadéah, Yael Naim e  Katrine Ottosen. Il disco è   uscito il 27 settembre 2008 dalla PIAS Recordings.

## Tracce
1. Call Me (Skye Edwards) – 3:10
2. Eye of the Tiger (Katrine Ottosen) – 3:42
3. When Doves Cry (Nadéah) – 3:12
4. Cat People (Dea Li) – 2:53
5. A View to a Kill (Skye Edwards) – 4:01
6. Flashdance... What a Feeling (Yael Naim) – 4:33
7. Footloose (Cibelle) – 3:51
8. This Is Not America (Juliette Lewis) – 4:06
9. Arthur's Theme (Best That You Can Do) (Nadeah) – 3:46
10. Reality (Nancy Danino) – 4:52
11. Forbidden Colours (Nadeah) – 4:45
12. For Your Eyes Only (Dea Li) – 3:41
13. Don't You (Forget About Me) (Leelou) – 4:06
14. Ghostbusters (Leelou) – 4:26